# パークシティ豊洲
アーバンドック パークシティ豊洲（アーバンドック パークシティとよす、Urban Dock Park City Toyosu）は、東京都江東区豊洲にある超高層マンション。A棟が区内で最も高い建築物となっている。
タワーであるA棟・B棟と低層板状のC棟およびANNEXから構成され、IHI（石川島播磨重工業）と三井不動産レジデンシャルが開発・分譲にあたった。

## 概要
1988年に東京都が臨海副都心構想で晴海大橋の建設を決定すると、ここにあった造船所でイージス艦も建造してきたIHIは、建造船の荷出しができなくなるため、再開発の検討を始める。バブル崩壊の影響で一時頓挫したが、2001年に都がまちづくり方針を打ち出すと、IHIが行う再開発の中心となる「豊洲2～3丁目地区再開発区計画」が決定。水と緑の新都心へと変貌させ、利益の柱に据えることを眼目とする再開発がスタートする。
アーバンドック パークシティ豊洲は、約50haにおよぶ「産・学・住・遊・商」が一体となった大規模再開発の一環で建設され、晴海運河に面した7街区に位置する。総戸数は1481戸で、ICカードによる個人認証システム、各住戸に至るまでの4回のチェックを行う4タイムズチェックシステムを構築。全住戸MB、PS（パイプスペース）を住戸内に配置しないSI住宅とすることで実に420タイプもの豊富な住戸プランバリエーションを提供した。
外構空間のほとんどの部分である公共用空地を入居者、来訪者が回遊し、安らぐことのできる緑豊かな空間とした。入居者用駐車場は全て地下に置き、地上部は歩行者が安全かつ快適に過ごせる空間とした。自走式駐車場棟の屋上は緑地とデッキの織りなす屋上庭園とし、入居者専用のアメニティとなっている。また6街区に建てられたららぽーと豊洲とは地下連絡通路で繋がっている。
外観デザインは自然の印象をテーマに、柔らかく膨らんだ白い外壁、その背景となって白とさわやかな対比を生み出すライトグリーンとサーモンベージュを基調に構成している。
CMには黒木瞳を起用して高級感あふれるイメージで、2007年5月に販売開始したところ、約1万4000組が押し寄せ、営業担当者が悲鳴を上げたという。

### タワーA
吹抜空間を持つセンターボイド型住棟で、北側にスリットを設けることで吹抜には光が入り込むようにした。吹抜を囲む共用廊下は長くなるが、コア分散の配置により、避難上安全で、かつ居住者へのエレベーターのサービス性能を高めた。

### タワーB
中廊下形式としながらエレベーターホールを外部に面することで、眺望を享受できるようにした。

### タワーC
晴海通り沿いに位置し、住宅、保育所、クリニックのコンプレックスである。超高層建物による圧迫感を緩和し街に活気と賑わいを与えている。

### ANNEX
タワーAとタワーBの間で地上に浮かび、プールやゲストルームがある。

## 他の街区に位置する施設
オフィスビル
1街区には先行して、1992年にNTTデータ本社が入る豊洲センタービル（37階）が竣工し、2006年8月には隣接して豊洲センタービルアネックス（33階）が完成。NTTデータは首都圏に分散していたオフィスを集約した。同年4月には5街区にIHIの本社機能が入る豊洲IHIビル（25階）も竣工している。
3-1街区にはマルハニチロ本社などが入る豊洲フロント（15階）、3-2街区に豊洲フォレシア（16階）、3-3街区に第一生命豊洲本社などが入る豊洲キュービックガーデン（14階）が建てられた。
マンション
9-2および8-4街区にシティタワーズ豊洲、8-3街区にザ・トヨス・タワー（43階）が立地。8-2街区Aには大和リビングがUR都市機構から敷地を定期借地しロイヤルパークス豊洲（14階）を賃貸経営するほか、8-2街区Bに豊洲レジデンス（14階）が立地する。
学校
IHIがモノづくりの縁で誘致を働きかけ、2006年4月、8-1街区に芝浦工業大学が豊洲キャンパスを開設したほか、ファミリー世帯が多く移り住むことを前提に江東区に用地を提供し、2007年4月に豊洲北小学校が開校している。
商業施設等
6街区にアーバンドックららぽーと豊洲、9-1街区にスーパービバホーム豊洲が進出。暫定利用の4-2街区にあったアニヴェルセル豊洲（結婚式場）は2021年3月末で営業を終え、跡地に三菱地所とIHIが大型オフィスを開発する。

## 交通
- 東京メトロ有楽町線豊洲駅 徒歩6分
- ゆりかもめ東京臨海新交通臨海線豊洲駅 徒歩7分